# Deng Nan
Deng Nan, en chino simplificado 邓楠; chino tradicional 鄧楠; pinyin: Dèng Nán, (Guang'an, Sichuan, octubre de 1945) es una política y física china.

## Primeros años de vida
Deng Nan es la segunda hija de Deng Xiaoping y Zhuo Lin.
Deng estudió física en la Universidad de Pekín de 1964 a 1970. Durante sus años en la universidad, fue secretaria de la Liga de la Juventud Comunista de China. En la primavera de 1968, Nie Yuanzi ordenó a los Guardias Rojos que detuvieran a Deng y su hermano mayor Deng Pufang. Ambos fueron encarcelados en habitaciones separadas del departamento de física, en un intento de forzar la autocrítica de cada uno por separado. Nan fue liberada relativamente pronto, mientras que su hermano Pufang fue retenido y torturado de forma continuada durante cuatro meses.
En 1970, Deng fue enviada a la comuna de Gaozhaizi en el actual condado de Ningqiang para su reeducación. Fue asignada a la brigada de producción de bienestar del pueblo en Dingjiawan (en chino 丁家湾), donde vivía con la familia del secretario de rama Jiang Yingchang. Participó en la construcción de terrazas, secado de cereales, recolección de leña y otras labores. En su primer año, Deng fue referida como la más entusiasta de los jóvenes intelectuales enviados al condado de Ningqiang.

## Trayectoria
Trabajó como viceministra de la Comisión Estatal de Ciencia y Tecnología de China desde el año 1998 a noviembre de 2004. Fue miembro del 17º Comité Central del Partido Comunista de China.
Se la considera miembro del Partido del Príncipe Heredero.

## Vida personal
El compañero de clase de Deng en la universidad, Zhang Hong (en chino 张宏) fue enviado a la misma comuna en el condado de Ningqiang, donde los dos frecuentemente cocinaban alimentos y recogían leña juntos. Se cree que ya tuvieron una relación sentimental en este momento. Más tarde, los dos tuvieron una hija en 1972 llamada Deng Zhuorui (en chino 邓卓芮), conocida alternativamente como Mianmian (en chino 眠眠). Zhuorui se casó con el director general de Anbang Insurance Group, Wu Xiaohui, en 2004. Fue el tercer matrimonio de Wu y tuvieron un hijo. En 2014, Zhuorui dejó de ser accionista de dos empresas propiedad de Anbang, a lo que siguió la noticia de la separación de la pareja en 2015.